# Praia Mole
Praia Mole, no primeiro plano
A Praia Mole é uma praia de mar aberto de Florianópolis. Fica no leste da Ilha de Santa Catarina, próxima a Lagoa da Conceição. Com uma extensão de 960 metros, a faixa de areia tem uma largura média de 10 a 75 m. É muito utilizada para a prática de surf e esportes radicais como o salto de parapente, devido as suas condições geográficas. A Mole é famosa por ser uma das praias mais naturais da ilha, com poucas construções ao redor. Seu nome é devido à areia solta e macia.
É uma das praias mais conhecidas de Floripa. Há bares por toda a orla; alguns têm música ao vivo. É também um conhecido point LGBT. Pelas suas características naturais, a Mole, assim como a Joaquina, é a sede de etapas de campeonato de surf e de outros esportes náuticos.

## Localização
A Praia Mole se encontra a 15 quilômetros do centro de Florianópolis e 27 quilômetros de Canasvieiras. Seu acesso é através da SC-406, por onde também é possível chegar a Barra da Lagoa e, no fim da rodovia, aos bairros do Rio Vermelho, Santinho e Ingleses. É uma das mais frequentadas da ilha e durante a temporada de verão, principalmente os fins de semana, o tráfego nas rodovias de acesso pode tornar-se lento, em especial durante as últimas horas do dia onde se produzem engarrafamentos. Por meio de Mole se pode chegar a sua vizinha Praia da Galheta, uma reserva naturista onde está permitido o nudismo. Próximo a Mole fica também a trilha de acesso a praia do Gravatá, que fica nos costões que separam a Mole da Joaquina.

## Serviços

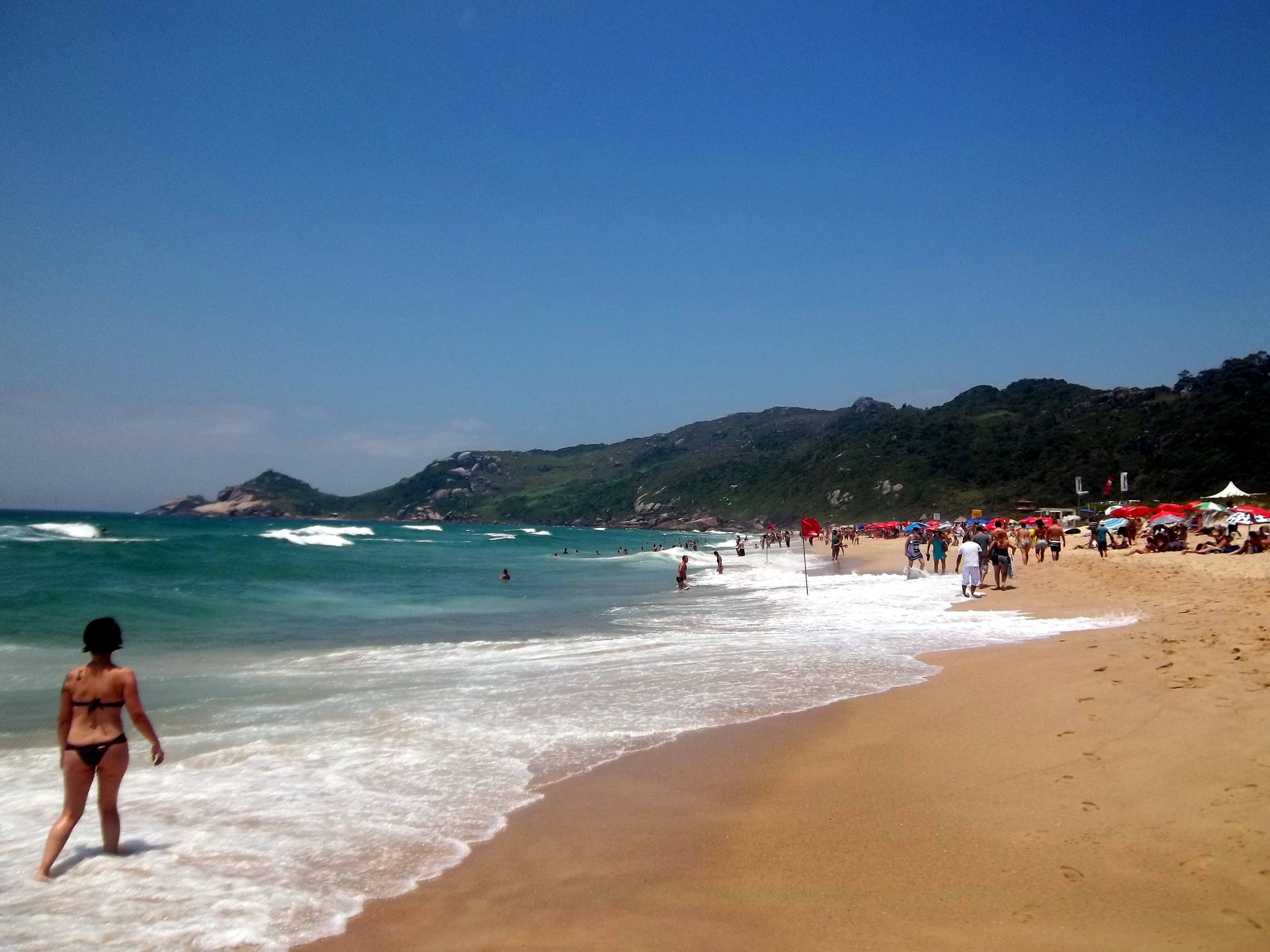
Banhistas na Praia Mole.

A infraestrutura é pobre em comparação com as demais praias da ilha, em especial as do norte. Mas isto a converte num paraíso natural, interrompido por alguns bares localizados sobre a beira do mar. 
A praia conta com um dos postos de salva vidas mais equipados de toda a ilha, devido às fortes ondas causadas pelo mar aberto e a profundidade que aumenta abruptamente em poucos metros em direção ao mar. O posto está formado por pessoal do Corpo de Bombeiros Militar de Santa Catarina. 
Existe somente um hotel ecológico ao lado da rodovia. As opções de hospedagem mais próximas a esta praia se encontram nos distritos de Lagoa da Conceição e Barra da Lagoa.
O lado esquerdo, em direção ao costão norte, onde fica o bar do Deca, é considerado um point LGBT.

## Folclore
O costão ao sul da Praia, onde fica a praia do Gravatá, é conhecido por ter um formato característico: é o Dragão da Mole. Já o costão entre a Mole e a Galheta parece formar uma figura de um índio. Ambas as referências estão na música Tribo da Lua, da banda Dazaranha, conhecida na cidade por suas letras com temáticas locais.